# Kościół Ducha Świętego w Chełmnie
Kościół Ducha Świętego w Chełmnie – dawny kościół szpitalny, od 1694 roku zajmowany przez siostry miłosierdzia, obecnie kościół jest udostępniony do zwiedzania i służy bractwu rycerskiemu w Chełmnie miejscowości położonej w województwie kujawsko-pomorskim, powiecie chełmińskim w diecezji toruńskiej, dekanacie chełmińskim. 

## Historia
Kościół Ducha Świętego przez sześć pierwszych wieków swego istnienia, był kościołem szpitalnym. Służył przede wszystkim podopiecznym przylegającego od strony południowej szpitala. Oba budynki stanowiły integralny kompleks. Kościół i szpital wzniesiono w południowej części miasta, bezpośrednio przy bramie wjazdowej i jednej z najważniejszych ulic, obecnie Toruńskiej, niegdyś noszącej nazwę ulicy Ducha Świętego.
Kościół zbudowano w latach 1280–1290. Po raz pierwszy szpital wzmiankowany był dopiero w 1311 roku, jednak metryka szpitala i kościoła jest z pewnością o wiele starsza, o czym świadczy wendyjski wątek ceglany zastosowany w trakcie budowy, a charakterystyczny dla XIII wieku. Pośrednim dowodem na istnienie szpitala w Chełmnie już w XIII w. jest powoływanie się biskupów na nieistniejący dokument z 1242 r., a traktujący o chełmińskim szpitalu. Patronat nad szpitalami w państwie zakonnym sprawował w średniowieczu Zakon Najświętszej Maryi Panny. W czasach późniejszych ustanowione zostało osobne probostwo przy tym kościele, które w XVII i XVIII wieku piastowali proboszczowie chełmińscy.
W 1828 roku wraz z rozebraniem starych zabudowań szpitalnych, również kościół Ducha Świętego przestał służyć celom liturgicznym. Był zamieniony m.in. na skład wojskowy. Funkcji liturgicznej został przywrócony dopiero po zakończeniu prac remontowych, tuż przed wybuchem II wojny światowej. Kolejnego, gruntownego remontu doczekał się w 1993 roku, kiedy to położono nowy dach i wymieniono strop. Od 2003 roku swoją ekspozycję urządzili w kościele rycerze z Chorągwi Ziemi Chełmińskiej.
Każdego roku jest tu odprawiana msza święta w uroczystość Zesłania Ducha Świętego. 

## Architektura i wnętrze kościoła[3]

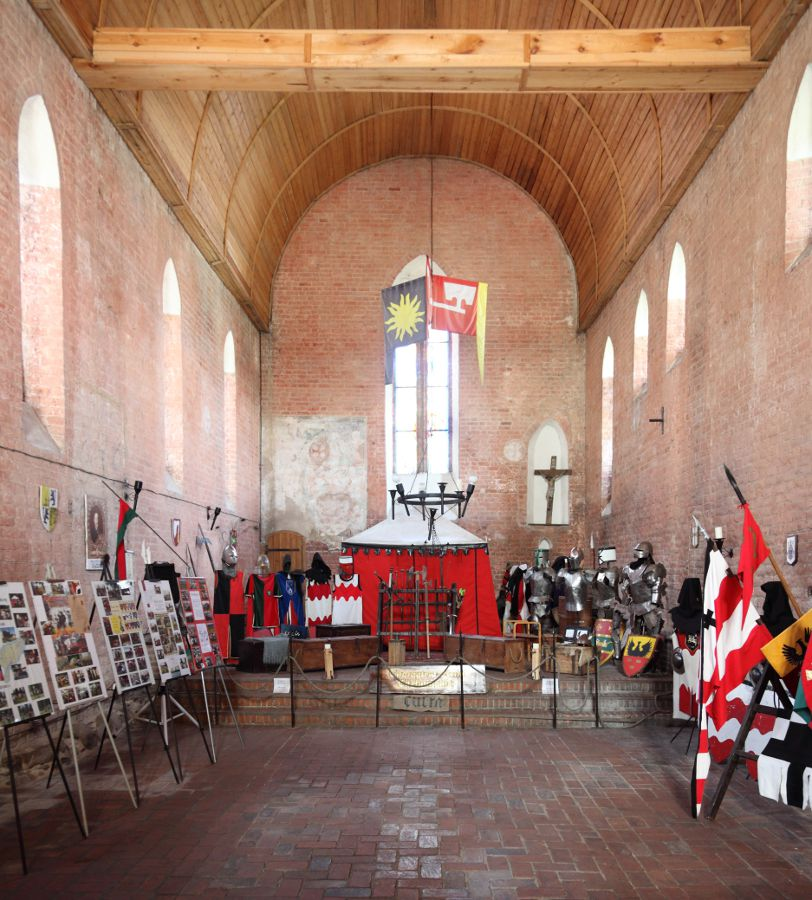
Wnętrze kościoła św. Ducha

Budowla prostokątna o długości 30 metrów i szerokości 9,1 metra, salowa, poprzedzona od zachodu wieżą na osi. Korpus wydłużony, przekryty dachem dwuspadowym, wewnątrz sklepiony drewnianą kolebką. Ostrołukowe okna w elewacji północnej są rozmieszczone regularnie w elewacji południowej a zgrupowane w części wschodniej. Na elewacji tej widoczne liczne otwory maculcowe, ślady przemurowań i zamurowane otwory po belkach stropowych, świadczące o istnieniu tu niegdyś przylegających do kościoła zabudowań. W elewacji południowej znajduje się również zamurowany ostrołukowy, uskokowy portal. Elewacja wschodnia przepruta jednym wysokim oknem, po jego bokach widać pary ostrołukowych blend. 
Górna część szczytu trójkątnego oddzielona jest podwójnym fryzem z ukośnie ułożonych cegieł, powyżej ostrołukowa blenda z wpisaną trójką mniejszych blend. Wieża zbudowana jest na planie kwadratu, pięciokondygnacyjna, z ukośną przyporą w narożu północnym, w przyziemiu na osi wybudowano ostrołukowy otwór wejściowy, umieszczonym w uskokowym obramieniu. Nad portalem jest wysokie rozglifione okno. 
Pozostałe kondygnacje rozwiązano podobnie: trójosiowe, z biforyjnymi oknami pośrodku i blendami po bokach.
We wnętrzu kościoła jest wiele malowideł gotyckich. Starsze, z XIV wieku, przedstawiają niezidentyfikowaną postać męską, prawdopodobnie św. Krzysztofa, nieco późniejsze, z XV wieku, obrazują sceny Nawiedzenia oraz Ostatniej Wieczerzy, a także św. Marię Magdalenę unoszoną przez anioły.